# Arroyo Juan Asencio
El arroyo Juan Asencio es un curso de agua de la provincia de Corrientes, Argentina, perteneciente a la cuenca hidrográfica del río Uruguay.
El mismo nace al sur de la localidad de Bonpland, en el departamento de Paso de los Libres. Desemboca en el río Uruguay cerca del futuro emplazamiento de la represa de San Pedro.
- Datos: Q5705721